# Nethinius acuticollis
Nethinius acuticollis är en skalbaggsart som beskrevs av Jean François Villiers 1980. Nethinius acuticollis ingår i släktet Nethinius och familjen långhorningar.
Artens utbredningsområde är Madagaskar. Inga underarter finns listade i Catalogue of Life.